# Phare de Isla Villa
Le phare de Isla Villa (en espagnol : Faro de Isla Villa) est un phare actif situé sur Isla Villa (ceb), dans la province de Los Santos. Il est géré par la Panama Canal Authority.

## Histoire
Isla Villa est un gros rocher situé à 2,5 km de Chitré, proche de la péninsule d'Azuero, dans le golfe de Panama.

## Description
Ce phare est une tour pyramidale métallique à claire-voie, avec une galerie et une balise de 12 m de haut. La tour est peinte en blanc. Il émet, à une hauteur focale de 36 m, un long éclat blanc de 1,8 seconde par période de 18 secondes. Sa portée est de 12 milles nautiques (environ 22 km).
Identifiant : ARLHS : PAN... - Amirauté :
G3240 - NGA : 111-0046 .

## Caractéristique dufeu maritime
Fréquence : 18 secondes (W)
- Lumière : 1,8 seconde
- Obscurité : 16,2 secondes